# Định hướng
Định vị là xác định vị trí. Định hướng là xác định vị trí cùng phương hướng. Điều hướng là định hướng liên tục, tức theo dõi, xử lý, và điều khiển, để chuyển động mình hoặc máy móc tới nơi khác trong môi trường thực tế hoặc ảo.
Định vị, định hướng, và điều hướng đều quan trọng trong các nghề hàng hải (đối với tàu thuyền), hàng không, hậu cần, và địa tin học, cũng như trong môn chạy định hướng.